# Batura Sar
Batura Sar (ou Batura I) é uma alta montanha do Caracórum nas Áreas do Norte (Paquistão), sendo a 25.ª mais alta do mundo, a 11.ª mais alta do Paquistão e a mais alta da subcordilheira de Batura Muztagh, que é a região mais a oeste do Caracórum.